# Rebecca Rogers
Rebecca Rogers (Chicago, 8 giugno 1959) è una storica e docente statunitense presso l'Università di Parigi-Cartesio, specializzata in Storia dell'Educazione Femminile in Francia nel XIX secolo.

## Biografia
Dopo una Laurea in Arte presso l'Università di Harvard, ha proseguito gli studi in Francia, ottenendo un DEA ("Diploma di Alta Formazione", 1983) e conseguito un Dottorato in Storia (1987) presso la Scuola di Alta Formazione in Scienze Sociali, sotto la direzione della Professoressa Dominique Julia. Nel 2001, consegue l'abilitazione di ricercatrice presso l'Università Pantheon-Sorbona di Parigi. Insegna per molto tempo presso l'Università di Strasburgo, dal 2006 diviene professoressa ordinaria di Storia dell'Educazione presso l'Università Cartesio di Parigi, dove prende parte al CERLIS ("Centro di Ricerca in Legami Sociali"). All'Università Cartesio di Parigi diviene Direttrice del Master di Educazione Scientifica, tra il 2008 e il 2014, e dirige il lavoro di Dottorato su differenti questioni relative alla Storia dell'Educazione.
Dalla realizzazione del suo lavoro di Dottorato sulle donne nella "Casa di formazione della Legione d'Onore" (L'educazione delle ragazze. Le case di formazione della Legione d'Onore (1810-1881): Dalla sociologia scolastica alla costruzione delle identità), pubblicato nel 1992 da Plon (e ristampato Perrin nel 2005), Rebecca Rogers è internazionalmente riconosciuta come una specialista della Storia dell'Educazione femminile, come dimostrano le sue numerose pubblicazioni in varie riviste francesi ed anglo-sassoni (si veda l'elenco parziale degli articoli pubblicati). Da allora, ha continuato le sue indagini riguardanti la Storia dell'Educazione femminile nel XIX secolo, arrivando anche ad approfondire questioni più contemporanee come la diversità e la Storia dell'Educazione femminile nel contesto coloniale. Il suo libro più recente è una biografia di un governante francese, Eugenie Luce (1804-1882), che ha creato la prima scuola per le ragazze musulmane in Algeri nel 1845. Questo libro ha ricevuto il Premio Mary e Philip Boucher della Storia Coloniale della Società Francese.
Da molti anni, è nota anche per le sue numerose pubblicazioni in ambito storiografico: nel campo della storia di genere femminile e nell'ambito della storia dell'educazione. Nel 2014 è stata eletta nel comitato esecutivo della Ische (Conferenza internazionale permanente per la Storia dell'Educazione); nel 2015, in occasione dell'Assemblea Generale è stata eletta Presidente.
Nella sua vita ha preso parte a numerosi comitati editoriali di riviste scientifiche (Storia dell'Educazione, Clio. Donne, genere, storia. Storia dell'educazione trimestrale, Historica Paedagogica, ecc.). Ha partecipato alla creazione della Rivista di Genere e di Storia (on-line) per la quale ha assunto il ruolo di direttrice della pubblicazione dal 2007 al 2009.
Inoltre, ha partecipato alla fondazione dell'Associazione Mnemosyne all'inizio del 2000. Questa associazione si è dedicata allo "sviluppo della storia delle donne e di genere in Francia, nelle università, come in altri luoghi, istituzioni, associazioni culturali, di formazione, di ricerca e di conservazione" (nel secondo articolo del suo statuto).
È membro del comitato direttivo dell'Istituto di genere di CNRS creato nel 2012 e comincia ad incrementare la sua missione per la parità di genere presso l'Università Cartesio di Parigi dal 2012. Diviene cavaliere della Legione d'Onore.
Nel 2015 sostiene la riforma del collegio portato da Najat Vallaud-Belkacem firmando un articolo su Le Monde.

## Pubblicazioni
- Les Espaces de l'historien, avec Jean-Claude Waquet et Odile Goerg, Presses Universitaires de Strasbourg, 2000.
- La Mixité dans l’éducation : enjeux passés et présents, ENS Éditions, 2004.
- (en) From the Salon to the Schoolroom : Educating Bourgeois Girls in Nineteenth-Century France, Penn State University Press, 2005.
- Les Demoiselles de la Légion d'honneur. Les maisons d'éducation de la Légion d'honneur au XIX siècle, Plon, 1992 ; Perrin, 2005.
- Les Bourgeoises au pensionnat. L’éducation féminine au XIX siècle, Presses universitaires de Rennes, 2007 (traduction de l'Américain par Céline Grasser de : From the Salon to the Schoolroom : Educating Bourgeois Girls in Nineteenth-Century France, Pennsylvania State University Press, 2005).
- L’Éducation des filles. XVIII-XX siècles. Hommage à Françoise Mayeur, avec Pierre Caspard, Jean-Noël Luc, numéro spécial de la revue Histoire de l'éducation, n° 115-116, 2007.
- (EN)  Girls’ Secondary Education in the Western World. From the 18th to the 20th Century, avec Joyce Goodman et James C. Albisetti, Palgrave Macmillan, 2010.
- La Fabrique des filles. L’éducation des filles de Jules Ferry à la pilule (Avec Françoise Thébaud), Paris, éditions Textuel, 2010
- (EN)  A Frenchwoman’s Imperial Story : Madame Luce in Nineteenth-Century Algeria, Stanford, Stanford University Press, 2013

## Lista parziale degli articoli pubblicati
- (en) "Competing Visions of Female Education in Post-Revolutionary France", History of Education Quarterly, 34, 1994, p. 147-170.
- (EN)  "Boarding Schools, Women Teachers and Domesticity : Reforming Girls' Education in the First Half of the XIXth Century", French Historical Studies, 19, 1995, p. 153-181.
- (EN)  "Schools, Discipline and Community : Diary-Writing and Schoolgirl Culture in Late XIXth-Century France", Women's History Review, 4, 1995, p. 525-554.
- "Le professeur a-t-il un sexe ? : les débats autour de la présence d'hommes dans l'enseignement secondaire féminin, 1840-1880", Clio : Histoire, Femmes et Société, 4, 1996, p. 221-239. http://clio.revues.org/index445.html
- (EN)  "Retrograde or Modern ? : Unveiling the Teaching Nun in Nineteenth-Century France", Social History [GB], 23, 1998, p. 146-164.
- (EN)  "French Education for British Girls in the Nineteenth Century", Women’s History Magazine, 42, 2002, p. 21-29.
- "La sous-maîtresse française au XIXe siècle : domestique ou enseignante stagiaire ?", Histoire de l’education, 98, 2003, p. 37-60. http://histoire-education.revues.org/index1009.html
- (EN)  "Telling Stories about the Colonies : English and French Women in Algeria in the 19th century", Gender and History, vol. 21, 1, 2009, p. 39-59.
- (EN)  "Teaching morality and religion in nineteenth-century colonial Algeria: gender and the civilizing mission », History of Education, 40/6, 2011, p. 741-759.
- (EN)  "Language learning versus vocational training : French, Arab andBritish voices speak about indigenous girls’ education in 19th-century colonial Algeria, » Paedagogica Historica,48/3, 2012, 369-379.

## Articoli di carattere storiografico
- "Écrire l’histoire des enseignantes : une historiographie aux contours internationaux", Histoire de l’éducation, 98, 2003, p. 5-35. http://histoire-education.revues.org/index990.html
- "État des lieux de la mixité. Historiographies comparées en Europe", Clio. Histoire, Femmes et Société, 18, 2003, p. 177-202. http://clio.revues.org/index620.html
- "Les femmes et le genre dans l’histoire de l’éducation contemporaine", Historiens et géographes, 394, 2006, p. 111-120.
- "The Politics of Writing the History of French Girls’ Education", History of Education Researcher, 80, 2007, p. 136-144.
- "L’éducation des filles : Un siècle et demi d'historiographie", Histoire de l’éducation, 115-116, 2007. http://histoire-education.revues.org/index1422.html
- "Réflexions méthodologiques et historiographiques sur les études ‘genre’ et l’histoire des religions", dans Nadine Weibel, Weiblicher Blick-Männerglaube. Religions d’hommes, regards de femmes : Beiträge zur Genderperspektive in den Weltreligionen, Waxmann, 2008, p. 15-27.
- "Le catholicisme au féminin. Thirty Years of Women’s History », Historical Reflections, 39/1, 2013, 82-100.
- "Congregações femininas e difusão de um modelo escolar: uma história transnacional », Pro-Posições vol.25 no.1 Campinas Jan./Apr.2014, p.